# Федеральна податкова служба (Росія)
Федеральна податкова служба (рос. Федеральная налоговая служба) — федеральний орган виконавчої влади, що здійснює функції з контролю та нагляду за дотриманням законодавства про податки та збори, за правильністю обчислення, повнотою та своєчасністю внесення до відповідного бюджету податків, зборів та страхових внесків, у випадках, передбачених законодавством Російської Федерації, за правильністю обчислення, повнотою та своєчасністю внесення до відповідного бюджету інших обов'язкових платежів, за виробництвом та обігом тютюнової продукції, за застосуванням контрольно-касової техніки, а також функції органу валютного контролю в межах компетенції податкових органів.

Прапор

Колишні найменування — Державна податкова служба Російської Федерації, Міністерство Російської Федерації з податків і зборів.
Крім виконання функцій у сфері обов'язкових платежів займається реєстрацією юридичних осіб та індивідуальних підприємців, акредитацією підрозділів іноземних юридичних осіб (крім кредитних організацій). Представляє Російську Федерацію у справах про банкрутство за вимогами грошових зобов'язань. Виступає правонаступником Федеральної служби з фінансового оздоровлення та банкрутства.
ФПС та її територіальні органи є юридичними особами, мають бланк та печатку із зображенням державного герба країни та своїм найменуванням, емблему, інші печатки, штампи та бланки встановленого зразка, а також рахунки, що відкриваються відповідно до федерального законодавства.
Професійне свято «День працівника податкових органів Російської Федерації» — 21 листопада.

Інша версія логотипу

## Історія
У 1990 році відповідно до Постанови Ради Міністрів СРСР від 24 січня 1990 № 76, наказами Міністерства фінансів РРФСР від 6 березня 1990 № 50 л. с. та від 25 квітня 1990 року № 03/117 «Про функції державних податкових інспекцій та їх зразкову структуру» у складі Міністерства фінансів РРФСР створено Державну податкову інспекцію при Міністерстві фінансів РРФСР.
У 1991—1998 роках — Державна податкова служба Російської Федерації;
У 1998—2004 роках — Міністерство з податків і зборів Російської Федерації (МПС Росії);
З 2004 року — Федеральна податкова служба (ФПС Росії)
В грудні 2023 на офіційному сайті стався масовий збій, ймовірно через хакерську атаку українськими спецслужбами.

## Функції
На підставі глави II Постанови Уряду РФ від 30.09.2004 р. № 506 «Про затвердження Положення про Федеральну податкову службу», пункту 4 Постанови Уряду РФ від 25.06.2021 р. № 1011 «Про федеральний державний контроль (нагляд) за організацією азартних ігор» та пункту 3 Постанови Уряду РФ від 25.06.2021 № 1012 «Про федеральний державний контроль (нагляд) за проведенням лотерей»
- функції контролю та нагляду за дотриманням законодавства про податки та збори, страхових внесків, а також віднесених до нього вимог трудового кодексу — здійснює позапланові виїзні перевірки за скаргами громадян та організацій;
- функції з контролю та нагляду за правильністю обчислення, повнотою та своєчасністю внесення до відповідного бюджету податків та зборів;
- функції з федерального державного контролю (нагляду) над проведенням лотерей;
- функції з федерального державного контролю (нагляду) за організацією та проведенням азартних ігор;
- функції з контролю та нагляду за правильністю обчислення, повнотою та своєчасністю внесення до відповідного бюджету інших обов'язкових платежів (у випадках, передбачених законодавством Російської Федерації);
- функції з контролю та нагляду за виробництвом та обігом тютюнової продукції;
- функції з контролю та нагляду за застосуванням контрольно-касової техніки;
- функції органу валютного контролю у межах компетенції податкових органів;
- державну реєстрацію юридичних осіб, фізичних осіб, індивідуального підприємця та самозайнятих громадян;
- веде облік та подає виписку онлайн Єдиного державного реєстру юридичних осіб (ЄГРЮЛ) та Єдиного державного реєстру індивідуальних підприємців (ЄГРІП);
- акредитацію філій, представництв іноземних юридичних (крім представництв іноземних кредитних організацій).
- подання у справах про банкрутство та у процедурах банкрутства вимог про сплату обов'язкових платежів та вимог Російської Федерації щодо грошових зобов'язань;

ФПС Росії здійснює свою діяльність безпосередньо та через свої територіальні органи у взаємодії з іншими федеральними органами виконавчої влади, органами виконавчої влади суб'єктів Російської Федерації, органами місцевого самоврядування та державними позабюджетними фондами, громадськими об'єднаннями та іншими організаціями.